# Бад Хонеф
Бад Хонеф (на немски: Bad Honef) е град, курорт, в Северен Рейн-Вестфалия с 25 738 жители (на 31 декември 2021). Намира се на левия бряг на река Рейн в окръг Кьолн.